# Courtomer
Courtomer é uma comuna francesa na região administrativa da Normandia, no departamento Orne. Estende-se por uma área de 19,88 km². Em 2010 a comuna tinha 717 habitantes (densidade: 36,1 hab./km²).